# 拉罕羅幸
拉罕羅幸（太魯閣語：Lahang Lowsing），臺灣原住民太魯閣族人。

## 經歷
拉罕羅幸在高中時受一位漢人導師（徐素珍）影響，告訴他無論將來做哪種行業，都要回到族裡服務。拉罕羅幸祖母也說：「Nasi ungat kari Truku do o, ungat Truku uri da.」（如果太魯閣族語不復存在，太魯閣族人也因此而消失了）。因此他從大學開始就閱讀每一套關於族人的書和歷史。並以專長架設「臺灣母語日暨本土教育網站」，以及寫出全國第一套太魯閣族語－華語線上查詢詞典系統（https://ppkt.truku.tw/ （页面存档备份，存于） ）。
自1997年初次參加財團法人原住民音樂文教基金會辦理的口簧琴研習工作坊，初次受泰雅族江明清（Yawi Nomin）牧師指導學習口簧琴技藝，並另多年請益太魯閣族Hayu Yudaw（哈尤．尤道）牧師口簧琴文化。在完成碩士學位期間，蒐集到南投仁愛已故Tadaw Rulung（李清山）耆老作品，分析並了解其口簧琴傳統技藝，自此，師承此藝，持續於業餘之閒從事口簧琴製作之工作，至今約26年，不曾間斷。為推廣口簧琴文化，將口簧琴製作門檻降低，爰於2015引進3D列印及鐳射切割技術研發口簧琴的新興科技製程，更於2017年帶領學生參加第九屆原住民雲端科展，以《創客新契機   一童一口簧》作品奪得銅熊獎，研究內容證實了 3D 列印技術確實可以解決傳統口簧琴製作與吹奏的困難。 拉罕羅幸設置了口簧工竂 （页面存档备份，存于）來紀錄他的口簧琴故事。(https://lubug.truku.tw （页面存档备份，存于）)

## 作品參考
1. 太魯閣族詞典系統：https://ppkt.truku.tw （页面存档备份，存于） （页面存档备份，存于）。
2. 口簧工竂： https://lubug.truku.tw （页面存档备份，存于） 。
3. 原住民族語命題管理系統：https://lld.hlc.edu.tw/llts （页面存档备份，存于） 。